# Myles Mack
Myles Mack (ur. 25 lutego 1993 w Paterson) – amerykański koszykarz, występujący na pozycji rozgrywającego, obecnie zawodnik Karesi Spor.
9 czerwca 2017 został zawodnikiem PGE Turowa Zgorzelec. 13 listopada opuścił klub.
23 lipca 2018 podpisał umowę z GTK Gliwice.
18 sierpnia 2019 dołączył do tureckiego Karesi Spor.

## Osiągnięcia
Stan na 19 sierpnia 2019, na podstawie, o ile nie zaznaczono inaczej.
NCAA
- Zaliczony do składu All-Big Ten Honorable Mention (2015)
- Lider konferencji American Athletic (AAC) w skuteczności rzutów wolnych (2014)[7]

Drużynowe
- Wicemistrz Danii (2017)
- Finalista pucharu Danii (2017)
- Uczestnik Final Four Alpe Adria Cup (2019)[3]

Indywidualne
(* – nagrody przyznane przez portal eurobasket.com)
- MVP pucharu Danii (2017)
- Obrońca roku ligi duńskiej (2017)*
- Najlepszy zawodnik, występujący na pozycji obronnej Alpe Adria Cup (2019)*[3]
- Zaliczony do I składu*:
  - Alpe Adria Cup (2019)[3]
  - ligi duńskiej (2017)
  - zawodników zagranicznych ligi duńskiej (2017)
- Lider ligi duńskiej w przechwytach (2017)